# Клаво, Андре
Андре́ Марсе́ль Клаво́ (фр. André Marcel Claveau; 29 декабря 1911, Париж — 4 июля 2003, Ажен, метрополия Франции) — французский певец, исполнитель, киноактёр и студийный музыкант. Представитель Франции на конкурсе песни «Евровидение-1958» и его победитель.

## Биография
Родился 29 декабря 1911 года в Париже. Свою карьеру он начинал как дизайнер ювелирных украшений, декоратор и художник афиш. В 1936 году выиграл конкурс певцов-любителей. Его успех пришёл во время Второй мировой войны. После освобождения Парижа в 1944 году он стал работать на радио. Завоевал популярность, особенно у женской аудитории, благодаря мягкому тембру и сентиментальным песням. Был одним из самых популярных французских шансонье, а также много снимался в кино.

### «Евровидение»
В 1958 году был выбран французским национальным вещателем RTF с песней «Dors, mon amour», чтобы представить Францию на третьем конкурсе песни «Евровидение», проходившем в голландском Хилверсюме, где стал его победителем, набрав 27 баллов. В 1960 году был глашатаем своей страны на конкурсе, проходившем в британском Лондоне.

### Дальнейшая жизнь и смерть
В конце 1960-х годов отошёл от публичной жизни и до конца своих дней жил отшельником в Брассаке. Скончался 4 июля 2003 года в Ажене в возрасте 91 года. Похоронен в Брассаке.

## Личная жизнь
- Жена (1936—2003): Одетт Лор (1917—2004), актриса и певица.

## Дискография

### Синглы
- 1946 — «C'est un Soir»
- 1946 — «Ce n'Était qu'un Bouquet de Violettes»
- 1946 — «Le Destin s'Amuse»
- 1946 — «Pâquerette»
- 1946 — «Ritournelle de Paris»
- 1949 — «Chanson à la Diable»
- 1949 — «Laissez-moi mon Amour»
- 1949 — «Ma Gosse, ma Chérie»
- 1949 — «Mademoiselle de Paris»
- 1949 — «Mon Bonheur»
- 1950 — «Coeur-sur-Mer»
- 1950 — «Valser avec ton Souvenir»
- 1951 — «Coeur de Paris»
- 1951 — «Je n'ai qu'un Amour au Monde»
- 1951 — «Lali et Lila»
- 1951 — «Rita de Panama»
- 1951 — «Sage»
- 1951 — «Tic Tac»
- 1952 — «Bon Anniversaire»
- 1952 — «Champagne»
- 1952 — «Dormez Bien mon Ange»
- 1952 — «Je Vais à Costa Rica»
- 1952 — «L'Amour Passe»
- 1952 — «Le Rémouleur»
- 1952 — «Sous les Arcades»
- 1952 — «Un Jour avec vous»
- 1953 — «Mon Petit Monde à Moi»
- 1954 — «Joue pour Moi»
- 1955 — «Cerisier Rose et Pommier Blanc»
- 1955 — «La Vieille Rengaine»
- 1955 — «Les Petits Pavés»
- 1956 — «Chez Moi»
- 1956 — «La Fontaine Endormie»
- 1958 — «Dors, mon amour»
- 1960 — «Nuits de Chine»
- 1963 — «Malgré tes Serments»
- 1965 — «Domino»
- 1974 — «Ah ! C'qu'on s'Aimait»
- 1974 — «Mon Coeur est un Violon»
- 1976 — «J'ai Pleuré sur tes Pas»
- 2008 — «Marjolaine» (посмертно)
- 2010 — «Tout en Flânant» (посмертно)

## Фильмография
- 1938 — «Champions de France»
- 1946 — «Gai Paris: Variétés»
- 1946 — «Le destin s'amuse»
- 1949 — «La Kermesse aux chansons»
- 1949 — «Les vagabonds du rêve»
- 1950 — «Coeur-sur-Mer»
- 1951 — «Vedettes et Chansons»
- 1951 — «Нет отпуска для господина мэра»
- 1952 — «Les surprises d'une nuit de noces»
- 1952 — «Восьмое искусство и манера»
- 1952 — «Однажды с вами»
- 1952 — «Смех Парижа»
- 1953-1956 — «La joie de vivre»
- 1953 — «Путь счастья»
- 1955-1956 — «La course aux étoiles»
- 1955 — «Французский канкан»
- 1956-1958 — «Trente-Six Chandelles
- 1956 — «Bouquet de joie»
- 1959-1965 — «Discorama
- 1960 — «École des vedettes»
- 1960 — «Les joies de la vie»
- 1960 — «Prisonniers de la brousse»
- 1962 — «La grande farandole»
- 1962 — «Les optimistes du lundi»
- 1963 — «Je connais une blonde»
- 1965 — «Le palmarès des chansons»
- 1970 — «Au cinéma ce soir»
- 1970 — «Samedi et compagnie»
- 1978 — «Les rendez-vous du dimanche»
- 1978 — «Midi-Première»
- 1984 — «La chance aux chansons»